# Ron Asheton

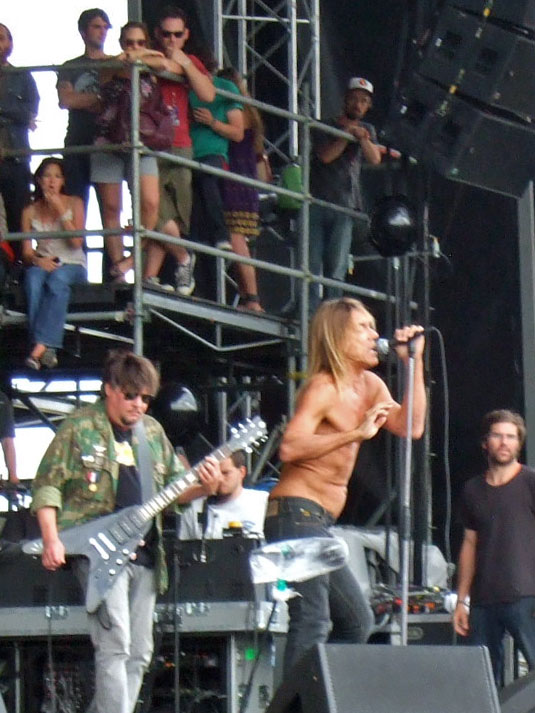
Gitarist Ron Asheton en zanger Iggy Pop van de band Stooges tijdens het Virgin Mobile Festival, 2e dag, 10 augustus 2008

Ronald Frank (Ron) Asheton (Ann Arbor (Michigan), 17 juli 1948 - aldaar, ± 6 januari 2009) was een Amerikaans gitarist en songwriter.

## Levensloop
Asheton had vijf jaar ervaring op de accordeon toen hij op tienjarige leeftijd begon met gitaarspelen.
Op de eerste twee albums van de rockband The Stooges, waarvoor hij samen met Iggy Pop de nummers schreef, is hij te horen als gitarist. Op het derde album speelde hij basgitaar, terwijl James Williamson de songs schreef en gitaar speelde. Na een herschikking van de band werd hij opnieuw de gitarist.
Samen met zijn broer Scott Asheton, eveneens lid van The Stooges, speelde hij in de Amerikaanse band The New Order (niet te verwarren met de Britse new wavegroep New Order). Hij speelde op een album van Destroy All Monsters uit 1989 en drie albums van New Race.
Recent werkte hij samen met Mike Watt, J. Mascis (van Dinosaur Jr.), Thurston Moore (van Sonic Youth) and Mark Arm (van Mudhoney)
Hij werkte mee aan de soundtrack voorVelvet Goldmine een film van Todd Haynes met Ewan McGregor.
Hij heeft ook wat geacteerd en was te zien in de films Mosquito uit 1990, Frostbiter: Wrath of the Wendigo en Legion of the Night.
Hij staat negenentwintigste op de ranglijst van Rolling Stone's 100 Greatest Guitarists of All Time.
Op 6 januari 2009 werd hij dood aangetroffen in zijn woning in Ann Arbor in Michigan, vermoedelijk was hij enkele dagen eerder overleden aan een hartinfarct.

## Discografie
The Stooges
- The Stooges (album)|The Stooges (1969)
- Funhouse (1970)
- Raw Power (1973)
- the Weirdness (2007)

The New Order
- New Order  (1977)
- Victim Of Circumstance (1989)
- Declaration of War (1990)

Destroy All Monsters
- November 22nd 1963 (1989)

New Race
- The First and the Last (1982)
- First to Pay (1989)
- the Second Wave (1990)

Dark Carnival
- Live - Welcome to Show Business (1990)
- Greatest Show in Detroit (1991)

The Empty Set
- Thin, Slim & None/Flunkie (1996)

The Powertrane
- Ann Arbor Revival Meeting (2003)